# Tinus du Plessis
Pour les articles homonymes, voir Plessis (homonymie).

a Compétitions nationales et continentales officielles uniquement.

b Matchs officiels uniquement.
Dernière mise à jour le 5 juillet 2022.
Tinus du Plessis, né le 20 mai 1984 à Windhoek, est un joueur namibien de rugby à XV. Il joue avec l'équipe de Namibie pendant dix ans, de 2006 à 2016, évoluant aux postes de troisième ligne centre ou troisième ligne aile. Il termine sa carrière au sein du club namibien Namibia Welwitschias.

## Biographie

### Carrière en club
Tinus du Plessis joue dans un premier temps avec l'université de Stellenbosch (Maties), puis les Cornish Pirates, Rotherham et les Namibia Welwitschias. 
Après une avoir joué un rôle important dans la qualification de son pays pour la Coupe du monde et à la Coupe du monde 2011 où il impressionne, notamment après avoir été élu homme du match face au Pays de Galles, il rejoint les Wasps et signe jusqu'à la fin de la saison. Il vient pour renforcer la troisième ligne des Wasps affaiblie après le départ à la retraite de Dan Ward-Smith et la longue blessure de Tom Rees. Le premier choix de recrue était l'argentin Genaro Fessia (en), mais ses prétentions salariales étaient trop élevées pour le club. Les Wasps se sont donc tournés vers Tinus du Plessis.
Ses bonnes performances avec les Wasps lui permettent de renouveler son contrat d'un an,.
Il retourne brièvement au Namibia Welwitschias en 2015, avant de s'engager avec London Scottish en 2016 pour jouer la deuxième partie de saison, encore une fois après une coupe du monde réussie et remarquée.

### Carrière internationale
Il obtient sa première sélection le 9 septembre 2006 contre le Kenya. Il est titulaire lors de ce match comptant pour les qualifications de la zone Afrique pour la Coupe du monde de rugby à XV 2007 et son équipe s'incline sur le score de 30 à 26.
Il fait ensuite partie des joueurs namibiens sélectionnés pour la coupe du monde 2007 en France. Il jouera quatre matchs lors de cette coupe du monde.
Il représente son pays lors de la Coupe d'Afrique en 2008-2009 qu'il gagne en battant la Tunisie en finale.
L'année suivante, il joue la Coupe des nations que son pays remporte.
En 2011, il fait partie de la liste des trente joueurs pour la coupe du monde annoncée par Johan Diergaardt (en) le 18 août 2011. Il joue également trois matchs lors de cette coupe du monde, pour trois défaites. Il fait une bonne Coupe du monde, très remarquée. Il est en effet élu homme du match face au Pays de Galles et à l'Afrique du Sud. Il obtient ainsi deux titres d'homme du match en trois matchs dans la compétition.
Il fait partie du groupe namibien choisi par Phil Davies pour participer à la coupe du monde 2015 en Angleterre. Il dispute les quatre matchs de son pays dans cette compétition, contre la Nouvelle-Zélande, les Tonga,  l'Argentine et la Géorgie.
Il dispute le dernier match de sa carrière le 6 août 2016 face au Zimbabwe lors d'un match de Coupe d'Afrique. Il est titulaire en deuxième ligne et son équipe l'emporte sur le score de 60 à 22.

## Famille
Tinus du Plessis est le cousin d'Anton Bresler, également joueur de rugby professionnel qui a notamment joué avec les Sharks, les Worcester Warriors ou le Racing 92.

## Statistiques en équipe nationale
Tinus du Plessis compte 52 sélections avec l'équipe de Namibie pour huit essais inscrits, soit 40 points.
Il participe à trois coupes du monde : en 2007 où il joue quatre matchs (Irlande, France, Argentine, Géorgie) dont deux en tant que titulaire, en 2011 où il joue trois matchs (Fidji, Afrique du Sud, pays de Galles) en enfin en 2015 où il joue quatre matchs (Nouvelle-Zélande, Tonga, Argentine, Géorgie).
| Année | Compétition                   | Matchs | Points | Essais |
| ----- | ----------------------------- | ------ | ------ | ------ |
| 2006  | Qualifications Coupe du monde | 4      | 5      | 1      |
| 2007  | Coupe des nations             | 2      | 5      | 1      |
| 2007  | Coupe d'Afrique               | 1      | -      | -      |
| 2007  | Coupe du monde                | 4      | -      | -      |
| 2007  | Test matchs                   | 1      | -      | -      |
| 2008  | Qualifications Coupe du monde | 2      | 5      | 1      |
| 2009  | Qualifications Coupe du monde | 3      | 5      | 1      |
| 2009  | Coupe d'Afrique               | 1      | 5      | 1      |
| 2009  | Test matchs                   | 1      | -      | -      |
| 2010  | Coupe des nations             | 2      | -      | -      |
| 2010  | Test matchs                   | 2      | -      | -      |
| 2011  | Coupe des nations             | 3      | -      | -      |
| 2011  | Coupe du monde                | 3      | -      | -      |
| 2012  | Qualifications Coupe du monde | 1      | -      | -      |
| 2012  | Test matchs                   | 1      | -      | -      |
| 2013  | Qualifications Coupe du monde | 1      | -      | -      |
| 2013  | Coupe d'Afrique               | 2      | -      | -      |
| 2013  | Test matchs                   | 1      | -      | -      |
| 2014  | Qualifications Coupe du monde | 3      | -      | -      |
| 2014  | Test matchs                   | 1      | -      | -      |
| 2015  | Coupe des nations             | 1      | -      | -      |
| 2015  | Test matchs                   | 2      | -      | -      |
| 2015  | Coupe d'Afrique               | 1      | 5      | 1      |
| 2015  | Coupe du monde                | 4      | -      | -      |
| 2016  | Coupe d'Afrique               | 2      | 10     | 2      |
| 2016  | Qualifications Coupe du monde | 1      | -      | -      |
| 2016  | Coupe des nations             | 2      | -      | -      |
| Total | Total                         | 52     | 40     | 8      |

| Numéro | Date             | Lieu                            | Adversaire    | Compétition                   | Résultat | Score |
| ------ | ---------------- | ------------------------------- | ------------- | ----------------------------- | -------- | ----- |
| 1      | 7 octobre 2006   | South West Stadium, Windhoek    | Tunisie       | Qualifications Coupe du monde | Victoire | 23-15 |
| 2      | 16 juin 2007     | Stade Arcul de Triumf, Bucarest | Roumanie      | Coupe des nations             | Défaite  | 28-16 |
| 3      | 2 août 2008      | South West Stadium, Windhoek    | Zimbabwe      | Qualifications Coupe du monde | Victoire | 35-21 |
| 4      | 27 juin 2009     | South West Stadium, Windhoek    | Côte d'Ivoire | Qualifications Coupe du monde | Victoire | 54-14 |
| 5      | 28 novembre 2009 | South West Stadium, Windhoek    | Tunisie       | Qualifications Coupe du monde | Victoire | 22-10 |
| 6      | 15 août 2015     | South West Stadium, Windhoek    | Zimbabwe      | Coupe d'Afrique               | Victoire | 80-6  |
| 7      | 16 juillet 2016  | South West Stadium, Windhoek    | Kenya         | Coupe d'Afrique               | Victoire | 56-21 |
| 8      | 16 juillet 2016  | South West Stadium, Windhoek    | Kenya         | Coupe d'Afrique               | Victoire | 56-21 |

## Palmarès
- Namibie
  - Vainqueur de la Coupe d'Afrique en 2009
  - Vainqueur de la Coupe des nations en 2010